# Himalia-Gruppe

Diagramm, in dem die Bahnhalbachsen der äußeren Jupiter-Monde (in Mio. km, waagrechte Achse) gegen ihre Bahnneigung (in °, Halbbogen) abgetragen werden. Die Größen der roten Kreise sollen nur die relativen Mondradien illustrieren und sind nicht maßstäblich zu den Bahnelementen. Die gelben Linien stellen den Spielraum zwischen dem Jupiternächsten bzw. -fernsten Punkt der jeweiligen Mondumlaufbahn dar. Kallisto ist als Referenzgröße angegeben

Detailansicht der Himalia-Gruppe aus obigem Diagramm. Man erkennt, dass die Satelliten dieser Gruppe Bahnneigungen zwischen 26° und 29° aufweisen und etwa 11 bis 12 Mio. km von Jupiter entfernt sind

Die Himalia-Gruppe ist eine Gruppe von äußeren Monden des Jupiter, die sich in ihren Bahneigenschaften ähneln. Der Gruppe werden fünf Monde zugerechnet:
- Leda
- Himalia
- Lysithea
- Elara
- Dia

Die Mitglieder der Gruppe zählen zu den irregulären Monden, deren Bahnen stark exzentrisch sind und eine deutliche Neigung (Inklination) gegenüber der lokalen Laplace-Ebene aufweisen. Die Laplace-Ebenen dieser Monde fallen in dieser Entfernung vom Planeten grob mit der Bahnebene des Jupiter zusammen, sind aber durch äußere Einflüsse – insbesondere durch Saturn – um bis zu 1,5° gegen diese geneigt. Wie bei allen äußeren Jupitermonden unterliegen die Bahnelemente dieser Monde starken zeitlichen Schwankungen.
Die Bahnen der Monde der Himalia-Gruppe sind prograd (rechtläufig): Die Monde umlaufen den Planeten in der gleichen Richtung wie dessen Rotationsrichtung. Die Gruppenmitglieder haben Abstände vom Zentralplaneten zwischen 11 und 12 Mio. km, was etwa 22 % des Hill-Radius entspricht (stabile Orbits sind für prograde Monde bis maximal 47 % des Hill-Radius möglich).
Äußere Jupitermonde mit diesen Eigenschaften bekommen seit 1976 einen auf a endenden Namen, wohingegen die Namen von retrograden (rückläufigen) irregulären Jupitermonden mit einem e enden (reguläre Monde sind stets prograd).
Die Himalia-Gruppe ist nach ihrem größten Vertreter benannt, der zugleich der fünftgrößte aller Jupitermonde ist. Die Gruppe entstand möglicherweise aus einem einzigen Planetoiden, der von Jupiters Gravitation eingefangen wurde und infolge der Einwirkung von Gezeitenkräften in Stücke brach. 